# Magi på Waverly Place-episoder
Dette er en liste over afsnit for Disney Channel-serien, Magi på Waverly Place.
Anden sæson af showet vandt en Emmy Award for Outstanding Children's Program.

## Serieoversigt
| Sæson | Sæson   | Afsnit  | Oprindelig sendt   | Oprindelig sendt |
| Sæson | Sæson   | Afsnit  | Start              | Slut             |
| ----- | ------- | ------- | ------------------ | ---------------- |
|       | 1       | 21      | 12. oktober 2007   | 31. august 2008  |
|       | 2       | 30      | 12. september 2008 | 21. august 2009  |
|       | Film    | Film    | 28. august, 2009   | 28. august, 2009 |
|       | 3       | 28      | 9. oktober 2009    | 15. oktober 2010 |
|       | 4       | 27      | 12. november 2010  | 6. januar 2012   |
|       | Special | Special | 15. marts 2013     | 15. marts 2013   |

## Afsnit

### Sæson 1 (2007–2008)
- Denne sæson består af 21 episoder.
- Selena Gomez og David Henrie medvirker i alle episoder.
- Jake T. Austin er fraværende i en episode.
- Maria Canals Barrera og David DeLuise er fraværende i to episoder.
- Jennifer Stone er fraværende i ni episoder.

| Nr. i serie       | Nr. i sæson | Titel                                        | Instruktør     | Forfatter     | Oprindelig sendedato |
| ----------------- | ----------- | -------------------------------------------- | -------------- | ------------- | -------------------- |
| 1                 | 1           | "The Crazy 10 Minute Sale" "Dansk titel her" | Instruktør her | Forfatter her | 12. oktober 2007     |
| Kort handling her |             |                                              |                |               |                      |
| 2                 | 2           | "First Kiss" "Dansk titel her"               | Instruktør her | Forfatter her | 19. oktober 2007     |
| Kort handling her |             |                                              |                |               |                      |
| 3                 | 3           | "Originaltitel her" "Dansk titel her"        | Instruktør her | Forfatter her |                      |
| Kort handling her |             |                                              |                |               |                      |
| 4                 | 4           | "Originaltitel her" "Dansk titel her"        | Instruktør her | Forfatter her |                      |
| Kort handling her |             |                                              |                |               |                      |

### Season 2: (2008–2009)
- Denne sæson består af 30 episoder.
- Selena Gomez og David Henrie medvirker i alle episoder.
- Jake T. Austin er fraværende i en episode.
- Jennifer Stone er fraværende i tre episoder.
- David DeLuise er fraværende i fem episoder.
- Maria Canals Barrera er fraværende i syv episoder.

| Nr. i serie       | Nr. i sæson | Titel                                 | Instruktør     | Forfatter     | Oprindelig sendedato |
| ----------------- | ----------- | ------------------------------------- | -------------- | ------------- | -------------------- |
| 22                | 1           | "Originaltitel her" "Dansk titel her" | Instruktør her | Forfatter her | 12. september 2008   |
| Kort handling her |             |                                       |                |               |                      |
| 23                | 2           | "Originaltitel her" "Dansk titel her" | Instruktør her | Forfatter her | 21. september 2008   |
| Kort handling her |             |                                       |                |               |                      |
| 24                | 3           | "Originaltitel her" "Dansk titel her" | Instruktør her | Forfatter her |                      |
| Kort handling her |             |                                       |                |               |                      |
| 25                | 4           | "Originaltitel her" "Dansk titel her" | Instruktør her | Forfatter her |                      |
| Kort handling her |             |                                       |                |               |                      |

### Film (2009)
| Titel                                 | Instruktør     | Manuskript af       | Oprindelig udgivelsesdato |
| ------------------------------------- | -------------- | ------------------- | ------------------------- |
| "Originaltitel her" "Dansk titel her" | Instruktør her | Manuskriptforfatter | 28. august 2009           |
| Kort handling her                     |                |                     |                           |

### Sæson 3 (2009–2010)-
Denne sæson blev filmet fra 9. oktober 2009 – 15. oktober 2010.
- Denne sæson består af 28 episoder.
- Selena Gomez, David Henrie medvirker i alle episoder.
- Jake T. Austin er fraværende i en episode.
- Maria Canals Barrera er fraværende i fem episoder.
- David DeLuise og Jennifer Stone er fraværende i tre episode.

| Nr. i serie       | Nr. i sæson | Titel                                 | Instruktør     | Forfatter     | Oprindelig sendedato                           |
| ----------------- | ----------- | ------------------------------------- | -------------- | ------------- | ---------------------------------------------- |
| 52                | 1           | "Originaltitel her" "Dansk titel her" | Instruktør her | Forfatter her |                                                |
| Kort handling her |             |                                       |                |               |                                                |
| 53                | 2           | "Originaltitel her" "Dansk titel her" | Instruktør her | Forfatter her | Afsnittets første sendedato/udgivelsesdato her |
| Kort handling her |             |                                       |                |               |                                                |
| 54                | 3           | "Originaltitel her" "Dansk titel her" | Instruktør her | Forfatter her |                                                |
| Kort handling her |             |                                       |                |               |                                                |
| 55                | 4           | "Originaltitel her" "Dansk titel her" | Instruktør her | Forfatter her |                                                |
| Kort handling her |             |                                       |                |               |                                                |

### Sæson 4 (2010–2012)
| Nr. i serie       | Nr. i sæson | Titel                                 | Instruktør     | Forfatter     | Oprindelig sendedato |
| ----------------- | ----------- | ------------------------------------- | -------------- | ------------- | -------------------- |
| 1                 | 1           | "Originaltitel her" "Dansk titel her" | Instruktør her | Forfatter her | 12. november 2010    |
| Kort handling her |             |                                       |                |               |                      |
| 1                 | 1           | "Originaltitel her" "Dansk titel her" | Instruktør her | Forfatter her | 27. november 2010    |
| Kort handling her |             |                                       |                |               |                      |
|                   | 1           | "Originaltitel her" "Dansk titel her" | Instruktør her | Forfatter her |                      |
| Kort handling her |             |                                       |                |               |                      |
| 1                 | 1           | "Originaltitel her" "Dansk titel her" | Instruktør her | Forfatter her |                      |
| Kort handling her |             |                                       |                |               |                      |

### Special (2013)
| Titel                                 | Instruktør     | Manuskript af       | Oprindelig udgivelsesdato |
| ------------------------------------- | -------------- | ------------------- | ------------------------- |
| "Originaltitel her" "Dansk titel her" | Instruktør her | Manuskriptforfatter | 15. marts 2013            |
| Kort handling her                     |                |                     |                           |